# Johan Hoel
Johan Hoel, né le 17 décembre 1994, est un fondeur norvégien.

## Carrière
Membre du club Åsen Il, il prend part aux compétitions nationales junior à partir de 2011.
En 2014, aux Championnats du monde junior, il remporte la médaille d'or en relais et celle de bronze au skiathlon. Il est appelé à participer à l'épreuve de Coupe du monde à Holmenkollen, le cinquante kilomètres en mars 2015, mais ne termine pas la course. Il y revient l'année suivante et marque ses premiers points sur cette même distance en style classique avec une 18e place.
En janvier 2018, il obtient son meilleur résultat en Coupe du monde à Planica avec une treizième place au quinze kilomètres classique. 
En raison de la densité du fond norvégien, il prend part majoritairement à la Coupe de Scandinavie, dont il se classe deuxième en 2016 et 2020.

## Palmarès

### Coupe du monde
- Meilleur classement général : 108e en 2018.
- Meilleur résultat individuel : 13e.

#### Différents classements en Coupe du monde
| Année     | Classement général final | Classement distance | Classement sprint |
| 2015-2016 | 117e                     | 70e                 |                   |
| 2017-2018 | 108e                     | 75e                 |                   |
| 2018-2019 | 114e                     | 78e                 |                   |

### Championnats du monde junior
- médaille d'or du relais à Val di Fiemme en 2014.
- Médaille de bronze du skiathlon en 2014.

### Coupe de Scandinavie
- 2e du classement général en 2016 et 2020.
- 5 podiums.

Palmarès à l'issue de la saison 2019-2020